# Magdalena Neff
Magdalena Neff, född 1881, död 1966, var en tysk tandläkare. Hon blev 1906 den första kvinnliga apotekaren i Tyskland med farmaceutisk examen.